# 前島 (長崎県時津町)
前島（まえじま）は、長崎県西彼杵郡時津町子々川郷（ししがわごう）に属し、大村湾の南西部に所在する島である。2010年（平成22年）10月1日現在、2世帯5人が居住している。

## 地理
時津町本土にある子々川川の河口からおよそ150メートルほど離れた場所にあり、東西約900メートル、南北約650メートル、面積は0.263平方キロメートルで、南西側に小さな入り江を持っている。島の北西部に、南北300メートルほどのダケク島という属島があり、干潮時には長さ50m程の砂州が現れてダケク島と陸続きになる。
島では果樹の栽培がおこなわれている。本土との連絡は個人所有の船外機付きの小型ボートに頼っている。南側の本土対岸には、子々川漁港や長崎大学の臨海研修所がある。前島の北側約1km離れる所にはさだまさしが個人所有する詩島がある。

## 歴史
島には、前島古墳群という古墳が所在する。第1号墳から第8号墳までの計8基の円墳があり、このうち第3号墳、第4号墳は属島のダケク島に所在する。1990年（平成2年）に時津町と県教育委員会によって調査が行われ、6世紀後半から7世紀後半に使用されたものと推定されている須恵器の磁器が発見されている。このうち2基については、第二次世界大戦後に入植した人により、1947年（昭和22年）ころに開墾作業で破壊された。その際の出土品は一部が残されている。
第二次世界大戦後の食糧難の時期に、国策で引揚者の入植が行われ、山を開墾してミカンなどの畑が作られた。本土側に船で渡って仕事を求める者もいたという。学校は無く、子供たちは櫓で漕ぐ小舟に乗って本土側の学校に通学した。1960年代頃に、住人が工事費の1/3を自己負担する形で海底ケーブルにより電気と電話が引かれた。飲料水は井戸に頼っている。郵便物や新聞は配達されず、本土にある小屋まで自分で取りに行くシステムになっている。2018年現在、主力となるミカンの他に、ブドウ、カキといった果樹が栽培されている。島の南側に波止場と数軒の家屋がある。家屋のうち、人が常住するのは2018年現在2軒のみで超限界集落となっている。

## 交通
定期航路は存在しない。子々川着船場から自家用船。